# 努瑟
努瑟（德語：Nusse）是德国石勒苏益格－荷尔斯泰因州的一个市镇。总面积6.22平方公里，总人口1026人，其中男性513人，女性513人（2011年12月31日），人口密度165人/平方公里。